# Сомешвара II
Сомешвара II — імператор Західних Чалук'їв, який успадкував владу від свого батька, Сомешвари I. За часів правління Сомешвара II постійно перебував під загрозою захоплення влади з боку свого молодшого брата, Вікрамадітьї VI, що, зрештою, і сталось.

## Правління
Невдовзі після приходу до влади Сомешвара II зіштовхнувся із вторгненням Чола на чолі з Вірараджендрою Чола. Він вторгся до володінь Чалук'їв та взяв в облогу містечко Гутті (нині округ Карнул) й атакував Кампілі. Замість братерської допомоги із захисту імперії, Вікрамадітья перетворив труднощі свого брата на можливість захопити владу. Він склав змову з кількома місцевими феодалами та розпочав перемовини з Вірараджендрою.
Політична ситуація докорінно змінилась, коли 1070 року помер Вірараджендра, а престол Чола зайняв його син Атіраджендра Чола. Утім його правління тривало недовго й до влади прийшов Кулотунга Чола I. Останній уклав союз з Сомешварою II проти Вікрамадітьї. Зрештою, 1075 року, Кулотунга атакував Вікрамадітью. Сомешвара підтримав Кулотунгу, атакувавши з тилу. Результатом таких дій стала коротка громадянська війна, в якій Сомешвара зазнав важкої поразки. Вікрамадітья захопив та ув'язнив свого брата, після чого, 1076 року проголосив себе царем.